# Absurdo judicial
Un absurdo judicial es la valoración anómala que comete un juez en un pronunciamiento judicial, sobre cuestiones de hecho. Es el error grave y ostensible que se comete en la conceptualización, juicio o raciocinio al analizar, interpretar y valorar las pruebas o los hechos susceptibles de llegar a serlo, con tergiversación de las reglas de la sana crítica en violación de las normas procesales aplicables, de todo lo cual resulta una conclusión contradictoria o incoherente en el orden lógico formal e insostenible en la discriminación axiológica.
- Datos: Q5655455